# Weronika Kapschaj
Weronika Kapschaj (ukrainisch Вероніка Капшай, engl. Transkription Veronika Kapshay; * 2. Dezember 1986 in Lwiw, Ukrainische SSR) ist eine ehemalige ukrainische Tennisspielerin.

## Karriere
Kapschaj spielt überwiegend ITF-Turniere, bei denen sie drei Einzel- und 23 Doppeltitel gewonnen hat. Ihre besten Weltranglistennotierungen erreichte sie im Einzel im Mai 2012 mit Platz 227 und im Doppel im April 2009 mit Platz 114.
In der deutschen Tennis-Bundesliga spielte sie ab 2014 für den TK Blau-Weiss Aachen.
Ihr letztes internationale Turnier spielte Kapschaj im September 2017.

## Turniersiege

### Einzel
| Nr. | Datum        | Turnier     | Kategorie   | Belag | Finalgegnerin          | Ergebnis      |
| --- | ------------ | ----------- | ----------- | ----- | ---------------------- | ------------- |
| 1.  | 28. Mai 2006 | Kiew        | ITF $10.000 | Sand  | Wesna Manasewa         | 6:2, 0:6, 7:5 |
| 2.  | 2. Juli 2006 | Charkiw     | ITF $10.000 | Sand  | Anna Lapuschtschenkowa | 4:6, 6:2, 6:1 |
| 3.  | 27. Mai 2007 | Tscherkassy | ITF $10.000 | Sand  | Katerina Awdijenko     | 7:5, 6:1      |

### Doppel
| Nr. | Datum              | Turnier             | Kategorie     | Belag             | Partnerin                | Finalgegnerinnen                              | Ergebnis          |
| --- | ------------------ | ------------------- | ------------- | ----------------- | ------------------------ | --------------------------------------------- | ----------------- |
| 1.  | 17. Juli 2004      | Lwiw                | ITF $10.000   | Sand              | Walerija Bondarenko      | Anna Sydorska Oksana Teplyakova               | 6:3, 4:6, 7:62    |
| 2.  | 27. Mai 2006       | Kiew                | ITF $10.000   | Sand              | Yana Levchenko           | Walerija Bondarenko Oksana Teplyakova         | 6:3, 7:5          |
| 3.  | 16. September 2006 | Gliwice             | ITF $25.000   | Sand              | Arina Rodionowa          | Carmen Klaschka Justine Ozga                  | 6:4, 7:5          |
| 4.  | 21. April 2007     | Bari                | ITF $25.000   | Sand              | Marija Korytzewa         | Sophie Ferguson Katarína Kachlíková           | 7:5, 6:2          |
| 5.  | 24. November 2007  | Opole               | ITF $25.000   | Teppich (Halle)   | Olga Brózda              | Lucie Kriegsmannová Darina Sedenková          | 7:5, 6:3          |
| 6.  | 10. Mai 2008       | Jounieh             | ITF $50.000+H | Sand              | Nina Brattschikowa       | Kristína Kučová Stefanie Vögele               | 7:5, 3:6, [10:6]  |
| 7.  | 3. Oktober 2009    | Tiflis              | ITF $25.000   | Sand              | Réka Luca Jani           | Tatia Mikadse Manana Shapakidze               | 7:5, 0:6, [10:8]  |
| 8.  | 25. September 2010 | Telawi              | ITF $25.000   | Sand              | Ágnes Szatmári           | Oksana Kalaschnikowa Melanie Klaffner         | 6:1, 2:6, [10:8]  |
| 9.  | 18. Juni 2011      | Astana              | ITF $25.000   | Hartplatz         | Jekaterina Jaschina      | Tamara Čurović Sabina Sharipova               | 2:6, 6:3, [15:13] |
| 10. | 22. September 2012 | Joschkar-Ola        | ITF $25.000   | Hartplatz (Halle) | Margarita Gasparjan      | Iryna Burjatschok Walerija Solowjowa          | 6:4, 2:6, [11:9]  |
| 11. | 6. Juli 2013       | Middelburg          | ITF $25.000   | Sand              | Xenija Palkina           | Fatma Al-Nabhani Swjatlana Piraschenka        | 6:3, 6:3          |
| 12. | 25. Januar 2014    | Scharm asch-Schaich | ITF $10.000   | Hartplatz         | Walentina Iwachnenko     | Melis Sezer İpek Soylu                        | 3:6, 6:4, [10:5]  |
| 13. | 1. Februar 2014    | Scharm asch-Schaich | ITF $10.000   | Hartplatz         | Walentina Iwachnenko     | Polina Leikina Despina Papamichail            | 7:65, 6:2         |
| 14. | 30. Mai 2014       | Buxoro              | ITF $25.000   | Hartplatz         | Sabina Sharipova         | Nigina Abduraimova Oqgul Omonmurodova         | 6:4, 6:4          |
| 15. | 24. Oktober 2014   | Perth               | ITF $25.000   | Hartplatz         | Alizé Lim                | Jessica Moore Abbie Myers                     | 6:2, 2:6, [10:7]  |
| 16. | 25. Oktober 2015   | Iraklio             | ITF $10.000   | Hartplatz         | Julia Wachaczyk          | Estelle Cascino Karman Kaur Thandi            | 6:2, 6:4          |
| 17. | 11. Dezember 2015  | Indore              | ITF $10.000   | Hartplatz         | Anastassija Wassyljewa   | Dhruthi Tatachar Venugopal Karman Kaur Thandi | 6:1, 6:3          |
| 18. | 26. März 2016      | Scharm asch-Schaich | ITF $10.000   | Hartplatz         | Anastassija Schoschyna   | Karin Kennel Despina Papamichail              | 6:1, 6:2          |
| 19. | 19. August 2016    | Charkiw             | ITF $10.000   | Sand              | Anastassija Schoschyna   | Ilona Kremen Hanna Posnichirenko              | 4:6, 6:4, [11:9]  |
| 20. | 7. Oktober 2016    | Chișinău            | ITF $10.000   | Sand              | Anhelina Schachrajtschuk | Estelle Cascino Kyra Shroff                   | 6:3, 3:6, [10:4]  |
| 21. | 25. Februar 2017   | Scharm asch-Schaich | ITF $15.000   | Hartplatz         | Julia Terziyska          | Pemra Özgen Ana Vrljić                        | 6:3, 2:6, [10:7]  |
| 22. | 4. März 2017       | Scharm asch-Schaich | ITF $15.000   | Hartplatz         | Julia Wachaczyk          | Pemra Özgen Ana Vrljić                        | 6:4, 2:6, [10:5]  |
| 23. | 4. August 2017     | Iwano-Frankiwsk     | ITF $15.000   | Sand              | Maryna Tschernyschowa    | Elena-Teodora Cadar Oleksandra Korashvili     | 4:6, 6:2, [11:9]  |